# Aleurotrachelus trachoides
Aleurotrachelus trachoides là một loài côn trùng cánh nửa trong họ Aleyrodidae, phân họ Aleyrodinae.
Aleurotrachelus trachoides được Back miêu tả khoa học đầu tiên năm 1912.